# 광역지방자치단체
광역지방자치단체(廣域地方自治團體)는 지방자치단체 중 기초지방자치단체의 상위 단체로서 기초지방자치단체에 비해 넓은 구역과 많은 주민을 관할한다.

## 대한민국의 광역지방자치단체
- 세종특별자치시와 제주특별자치도에는 기초지방자치단체가 없다.

- 특별시
  - 서울특별시
- 광역시
  - 부산광역시
  - 인천광역시
  - 대구광역시
  - 광주광역시
  - 대전광역시
  - 울산광역시
- 특별자치시
  - 세종특별자치시
- 도
  - 경기도
  - 충청북도
  - 충청남도
  - 전라남도
  - 경상북도
  - 경상남도
- 특별자치도
  - 강원특별자치도
  - 전북특별자치도
  - 제주특별자치도

## 중화인민공화국의 광역지방자치단체
- 성
- 직할시
- 자치구
- 특별행정구

## 일본의 광역지방자치단체
- 도도부현

## 북아메리카의 광역지방자치단체
- 캐나다의 주
- 미국의 주
- 멕시코의 주

## 유럽의 광역지방자치단체
- 네덜란드의 주
- 독일의 주
- 스위스의 주
- 스페인의 자치 지방
- 이탈리아의 주
- 잉글랜드의 지역
- 프랑스의 레지옹
- 폴란드의 주
- 러시아의 연방관구, 러시아의 연방주체

## 오세아니아의 광역지방자치단체
- 오스트레일리아의 주와 준주

## 같이 보기
- 기초지방자치단체
- 광역지방자치단체장